# Астродим
Астродим (рос. Астродым) — селище у Карасуцькому районі Новосибірської області Російської Федерації.
Входить до складу муніципального утворення Троїцька сільрада. Населення становить 350 осіб (2010).

## Історія
Згідно із законом від 2 червня 2004 року органом місцевого самоврядування є Троїцька сільрада.

## Населення
| 2002 | 2007 | 2010 |
| ---- | ---- | ---- |
| 348  | ↗381 | ↘350 |